# شاول موکامل
شاول موکامل (انگلیسی: Shaul Mukamel؛ زادهٔ ۱۱ دسامبر ۱۹۴۸) دانشمند در زمینه شیمی‌فیزیک اهل ایالات متحده آمریکا است.